# Mirka Spáčilová
Mirka Spáčilová, vlastním jménem Miroslava Spáčilová (* 13. října 1956 Turnov), je česká filmová a televizní kritička.
Studovala Fakultu žurnalistiky pražské Karlovy univerzity (od roku 1990 Fakulta sociálních věd) a při škole psala příspěvky do Svobodného slova. Po úspěšném ukončení univerzitních studií nastoupila do tohoto periodika do kulturního oddělení. V něm se zaměřovala na divadelní, televizní a filmovou kritiku. Některé zdroje informují o propagandě tehdejšího socialistického režimu. Po sametové revoluci v listopadu 1989 změnila redakci a stala se členkou Lidových novin. Odtud pak následně přešla do Mladé fronty DNES.
Ve vydavatelství Mafra vede společnou kulturní rubriku deníku MF DNES a serveru iDNES.cz. Kromě toho přispívá do rubriky názorů. Její dcerou je novinářka (filmová a televizní kritička), dramaturgyně a scenáristka Tereza Spáčilová.